# Sebastián
Sebastián es un nombre propio masculino de origen griego. Es muy probable que provenga de la palabra griega σεβαστεύω (sebastío), derivada a su vez del verbo σεβάζω (sebázo) cuyo significado es 'reverenciar, honrar'. El adjetivo griego σεβαστός (sevastós, «venerable»), femenino σεβαστή (sevastí), fue utilizado como equivalente del latín Augusto (a) en tiempos romanos.
En el Imperio bizantino también existía el título de σεβαστοκράτωρ (sevastokrátor) otorgado a ciertos hermanos y amigos del emperador.

## Traducciones
- Alemán: Sebastian o Bastian
- Árabe: سيباستيان
- Armenio: Սեբաստյան
- Asturiano: Bastián
- Bosnio: Sebastijan
- Búlgaro: Себастиан
- Catalán: Sebastià
- Chino: 塞巴斯蒂安
- Coreano:세바스티안
- Esloveno: Bostjan
- Español: Sebastián, Bastián
- Esperanto: Sebastiano
- Euskera: Sebastián, Derastián
- Francés: Sébastien
- Gaélico:
- Gallego: Bastián, Sebaschán.
- Georgiano: სებასტიან
- Griego: Σεβαστιανός
- Hebreo: סבסטיאן
- Húngaro: Sebestyén
- Inglés: Sebastian
- Italiano: Sebastiano
- Japonés: セバスティアン, セバスチャン (Romaji: Sebasutian, Sebasuchan)
- Latín: Sebastianus
- Letón: Sebastians
- Macedonio: Себастијан
- Neerlandés : Sebastiaan
- Noruego: Sebastian
- Polaco: Sebastian
- Portugués: Sebastião
- Rumano: Sebastian
- Ruso:Себастьян
- Serbio: Шебешћан
- Siciliano: Vastianu
- Tailandés: เซบาสเทียน
- Ucraniano: Себастьян

## Personajes famosos

### Santos
- San Sebastián (256-288), mártir de la iglesia cristiana.

### Monarcas
- Sebastianus (?-413), usurpador del título imperial en Galia (412- 413).
- Sebastián I de Portugal (1554-1578), rey de Portugal.

### Dirigentes políticos y militares
- Sebastián de Belalcázar (1480-1551), conquistador español.
- Sebastián Vizcaíno (1548-1623), comerciante, militar, explorador y embajador español.
- Sebastián Piñera Echenique (1949- 2024), presidente de Chile.

### Científicos y filósofos
- Juan Sebastián Elcano (1480-1526), explorador español.
- Sebastián Gaboto (ca.1484- ca.1557), explorador y marino italiano.

### Pintores y escultores
- Sebastián, escultor mexicano
- Sebastiano del Piombo (nombre de nacimiento: Sebastiano Luciani) Venecia, 1485 - Roma, 1547, pintor italiano

### Músicos, intérpretes y cantautores
- Johann Sebastián Bach (1685-1750), compositor alemán.
- Joan Sebastian (1951-2015), cantante-compositor y actor mexicano.
- Sebastián (1953), músico argentino de cuarteto.
- Sebastian Bach (1968), excantante de la banda de rock Skid Row.
- Sébastien Izambard (1973), músico, cantante, productor y compositor francés, miembro del cuarteto musical de Ópera-Pop Il Divo.
- Sebastián Yatra, Sebastián Obando Giraldo (1994) es un cantante y compositor colombiano.
- (Me llamo Sebastián), Sebastián Andrés Sotomayor Sepúlveda (1987) cantante y compositor chileno.

### Escritores
- Sebastian Brant (1457 o 1458 - 1521), humanista alsaciano.
- Sebastian Münster (1488 - 1552), escritor alemán de lengua hebrea.
- Sebastián Fox Morcillo (1526/28   - Ca. 1560), humanista español.
- Sebastián Salazar Bondy, escritor peruano.

### Actores
- Sebastián Estevanez, actor argentino
- Sebastián Francini, actor argentino
- Sebastian Roché, actor francés
- Sebastián Rulli, actor argentino
- Sebastian Stan, actor rumano-estadounidense

### Deportistas
- Sebastián Alejandro Battaglia (1980), futbolista argentino;
- Sébastien Bourdais (1979), piloto de Fórmula 1 francés;
- Sebastián Keitel (1973), atleta chileno;
- Sebastián Castella (1983), torero francés;
- Sébastien Chabal (1977), jugador de rugby francés;
- Sebastián Coates (1990), futbolista uruguayo;
- Sebastian Coe (1956), atleta inglés;
- Sebastian Deisler (1980), exfutbolista alemán;
- Sebastián Eguren (1981), futbolista uruguayo;
- Sebastian Giovinco(1987), futbolista italiano;
- Sébastien Grosjean (1978), tenista francés;
- Sébastien Loeb (1974), automovilista francés;
- Sebastián Machado (1987), futbolista argentino;
- Sebastián Pardo (1982), futbolista chileno;
- Bastian Schweinsteiger (1984), futbolista alemán;
- Sebastián Saja (1979), futbolista argentino;
- Sebastian Telfair (1985), baloncestista estadounidense;
- Juan Sebastián Verón (1975), futbolista argentino;
- Sébastien Buemi (1988), piloto de WEC y Formula E suizo
- Sébastien Ogier (1983), piloto de rally
- Sebastian Vettel (1987), piloto de Fórmula 1 alemán.
- Sebastian Rudy (1990), futbolista alemán

### Periodistas
- Sebastian Haffner (1907 - 1999), periodista alemán.

## Lugares
- São Sebastião do Río de Janeiro, Brasil.
- San Sebastián de Mariquita (Tolima), Colombia.
- San Sebastián de Palmitas, Medellín (Antioquia), Colombia.
- San Sebastián, País Vasco, España.
- San Sebastián de los Reyes, Comunidad de Madrid, España.
- San Sebastián de la Gomera, Canarias, España.
- Sant Sebastia de Montmajor, Cataluña, España.
- San Sebastián, Tierra del Fuego, Argentina.
- Sebastian, Florida, Estados Unidos.
- San Sebastián de los Reyes, Venezuela.
- Playa San Sebastián, Chile.
- Distrito San Sebastián Costa Rica.
- San Sebastián Coatán, Municipio que pertenece al departamento de Huehuetenango, Guatemala.
- San Sebastián el Grande, Municipio Tlajomulco de Zúñiga, Jalisco, México.
- San Sebastián del Oeste, municipio del Estado de Jalisco, México.
- San Sebastián, Cusco, Perú.

## Nombre
- Sebastián es un nombre y linaje navarro-aragonés.

- Datos: Q18095344
- Multimedia: Sebastián (given name) / Q18095344